# Olga Savary
Olga Savary (* 21. Mai 1933 in Belem, Pará, Brasilien; † 15. Mai 2020 in Teresópolis, Rio de Janeiro, Brasilien) war eine brasilianische Lyrikerin, Übersetzerin und Erzählerin. Sie war die erste wichtige weibliche Stimme brasilianischer erotischer Literatur im 20. Jahrhundert.

## Leben und Wirken
Olga Savary wurde 1933 als Tochter eines eingewanderten russischen Ingenieurs und einer Brasilianerin geboren. Ihr Debüt als Lyrikerin hatte sie mit der Veröffentlichung ihres ersten Gedichtbandes 1970; im folgenden Jahr erhielt sie ihren ersten Preis, den Prêmio Jabuti, einen der wichtigsten Literaturpreise Brasiliens. 
Zeitlebens war sie mit Carlos Drummond de Andrade befreundet und dessen Muse. Er schrieb unzählige Gedichte für und über sie; sie sind bis heute verschollen oder bisher von den Erben noch nicht freigegeben. Ein weiterer guter Freund war der Schriftsteller Ferreira Gullar.
Einen Namen machte sie sich als Übersetzerin aus dem Englischen und vor allem aus dem Spanischen. So übersetzte sie unter anderem Pablo Neruda, Julio Cortázar, Mario Vargas Llosa, Oscar Wilde, Carlos Fuentes, Jorge Luis Borges, Octavio Paz, Federico García Lorca, Jorge Semprun und Basho.
Pionierarbeit innerhalb der weiblichen und der allgemeinen Literatur Brasiliens leistete sie, indem sie eine der ersten Übersetzerinnen von Haikus war, die sie sehr schätzte, und die erste weibliche Stimme erotischer Poesie im Brasilien des 20. Jahrhunderts. 1982 veröffentlichte sie den Band Magma, der ein Meilenstein der erotischen Poesie wurde.
Sie war auch als Romanautorin, Kunstkritikerin und Journalistin tätig. Insgesamt publizierte sie 20 Bücher und gewann 40 Literaturpreise in Brasilien. 1994 gewann sie den Prêmio Jabuti erneut, diesmal in der Sparte Übersetzungen.
Als Dichterin blieb sie zeitlebens arm und konnte auch von den wenigen Buchverkäufen nicht leben; ihre Tätigkeit beim Kulturamt der Stadt Rio de Janeiro hat ihr nur eine karge Rente eingebracht. 
Vorbilder als Literaten waren für sie vor allem T. S. Eliot, von dem sie viel las, und der portugiesische Autor Fernando Pessoa.
Savary war die Mutter von zwei Söhnen, von denen einer an Drogen starb; der andere ist selbst Lyriker. Sie lebte zeitlebens in Rio de Janeiro. Sie starb im Mai 2020, eine Woche vor ihrem 87. Geburtstag, im Zuge der Corona-Pandemie an den Folgen der COVID-19-Erkrankung.

## Zitat
„In Brasilien verhungern die Dichter, weil es die Literatur gibt. Und doch, wir können nicht ohne sie leben.“

## Werke (Auswahl)
- Espelho Provisorio, Lyrik, 1970.
- Sumidouro, Lyrik, 1977.
- Altaonda, Lyrik, 1979.
- Magma, Lyrik, 1982.
- Linha de Agua, Lyrik, 1987.
- Berço Esplendido, Lyrik, 1987.
- Retratos, Lyrik, 1989.
- O olhar dourado do abismo,  Erzählungen, 1997.
- Repertorio Selvagem, Autobiographie, 1998.